# Equal justice under law

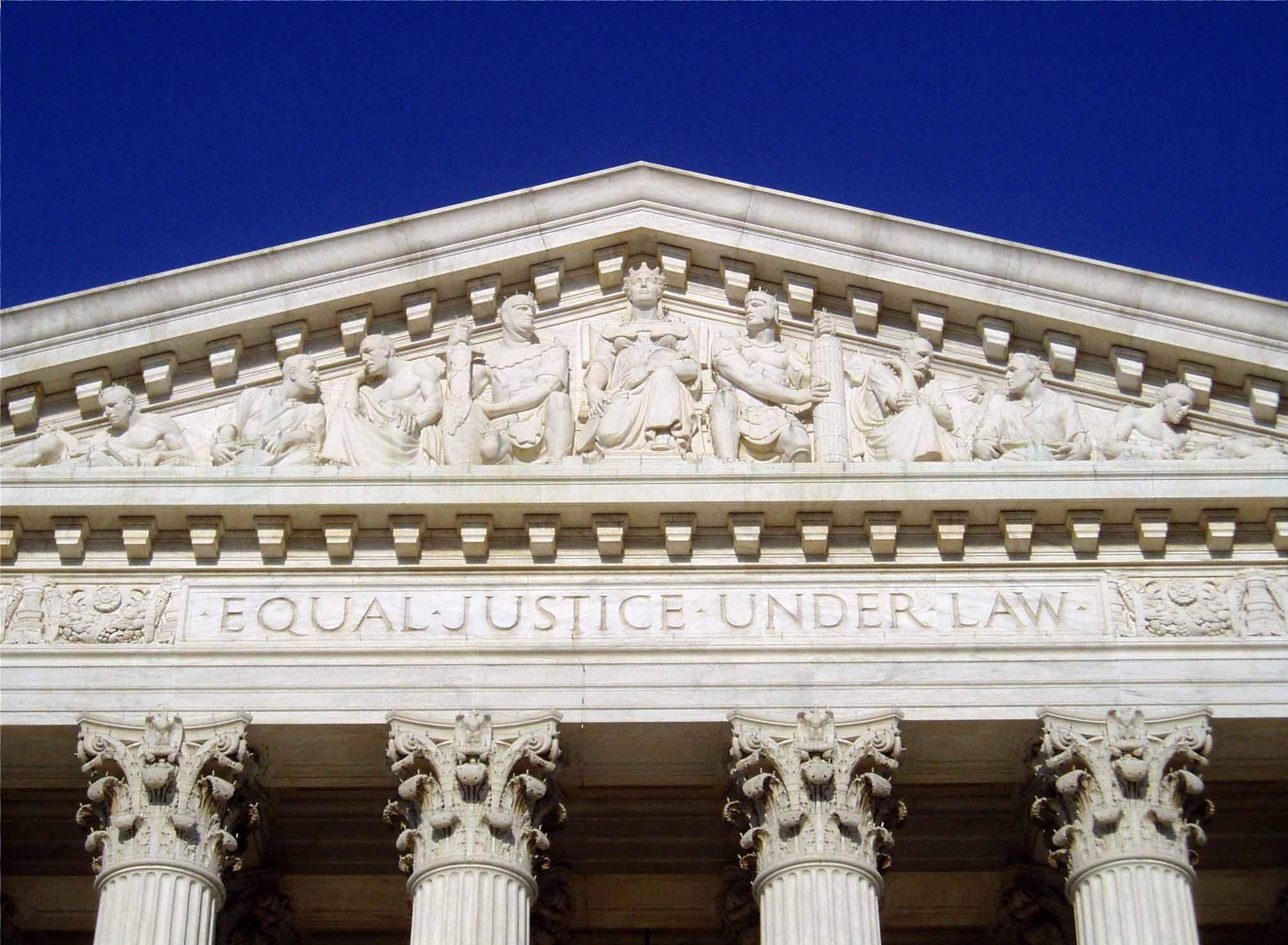
El frente del edificio de la Corte Suprema de Estados Unidos, que incluye el frontón Occidental.

Equal justice under law (traducción al español: 'Justicia e igualdad bajo la ley') es una frase esculpida en el frente del edificio de la Corte Suprema de Estados Unidos en Washington D. C.. Aparentemente esta frase fue acuñada por primera vez en 1932 por el estudio de arquitectura que diseñó el edificio. Posteriormente el Juez Presidente Charles Evans Hughes aprobó esta inscripción, al igual que lo hizo la Comisión del edificio de la Corte Suprema de Estados Unidos que presidía Hughes. El director del estudio de arquitectura que produjo la frase era Cass Gilbert. 
Las palabras "Equal Justice Under Law" aparentemente parafrasean una expresión previa del Juez Presidente Melville Fuller. En el caso Caldwell v. Texas en 1891, Fuller escribió con relación al decimocuarta Enmienda lo siguiente: 
En la Decimocuarta Enmienda los poderes de los Estados en cuanto a ocuparse del crimen dentro de sus fronteras no se encuentran limitados, pero ningún Estado puede privar a individuos o clases de personas de una justicia igual e imparcial bajo la ley.
Ni esta oración completa, ni siquiera las últimas siete palabras, cabrían en un frontón o arquitrabe del edificio de la Corte Suprema de Estados Unidos, lo cual explica la necesidad de los arquitectos por tratar de acortar la expresión. En los años que han transcurrido desde que Fuller escribió estas palabras, la Corte Suprema ha decidido que la Decimocuarta Enmienda, y en especial su Cláusula de debido proceso, en realidad limitan los poderes de los Estados para ocuparse del crimen.

## Discurso fúnebre de Pericles

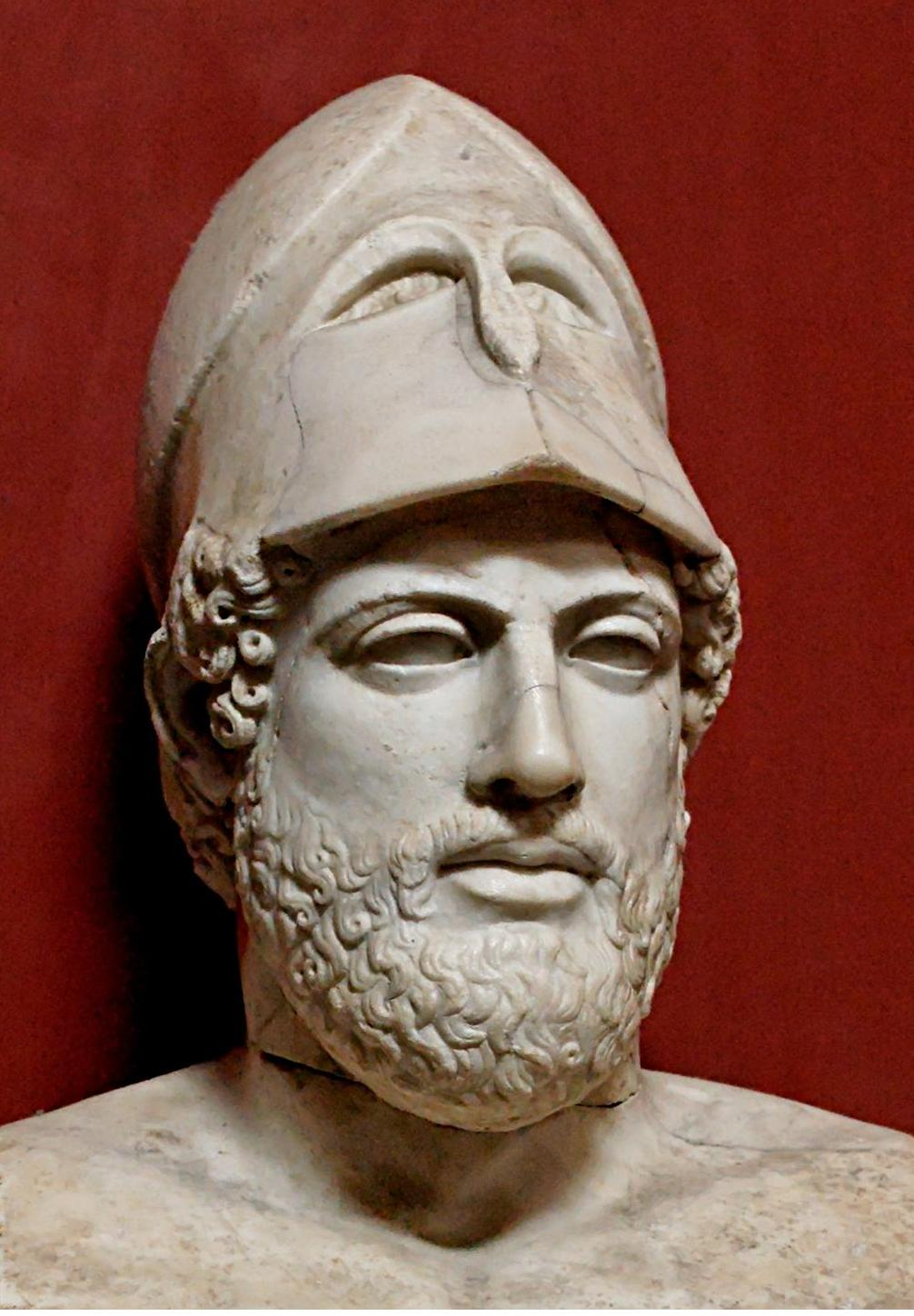
Busto de Pericles, copia romana de un original griego de circa 430 a. C..

Por lo menos el término "justicia igual" se remonta a los albores de la civilización occidental. En su discurso fúnebre del 430 a. C.., el líder ateniense Pericles discutió sobre este concepto. Por lo que, el Juez Presidente Fuller de ninguna manera estaba abriendo camino virgen al referirse a "justicia igual e imparcial bajo la ley" en Caldwell v. Texas. Existen varias traducciones relevantes al español de este pasaje en el discurso fúnebre de Pericles, tres de los cuales se citan a continuación. 
- A continuación Pericles discute sobre "igualdad de justicia" según la traducción basada de la versión inglesa de Richard Crawley en 1874:

Nuestra constitución no es copia de las leyes de nuestros estados vecinos; somos nosotros más bien un ejemplo para otros más que ser imitadores. Su administración favorece a muchos más que a unos pocos; esta es la razón por la que es denominada democracia. Si observamos las leyes, las mismas brindan igualdad de justicia para todos en sus diferencias privadas; si no se tiene renombre social, el progreso en la vida pública se limita a la reputación que establece la capacidad, no se permite que consideraciones de clase interfieran con el mérito; ni tampoco la pobreza entorpece el proceso, si un hombre es capaz de servir al estado, él no es relegado por la oscuridad de su condición.
- A continuación Pericles discute sobre "igualdad de justicia" según la traducción de la versión inglesa de Benjamin Jowett en 1881:

Nuestra forma de gobierno no compite con las instituciones de otros. Nosotros no copiamos a nuestros vecinos, sino que somos un ejemplo para ellos. Es verdad que somos denominados una democracia, porque la administración se encuentra en las manos de muchos y no de unos pocos. Pero mientras que la ley asegura igualdad de justicia para todos en igual medida en sus disputas privadas, también se reconoce la excelencia; y cuando un ciudadano se distingue por cualquier razón, él es preferido para el servicio público, no como un privilegio, sino como un premio por su mérito. Tampoco es la pobreza un impedimento, se puede beneficiar a su país sin importar cuán oscura sea su condición.
- Y a continuación Pericles discute sobre "igualdad de justicia" según la traducción de la versión de Rex Warner en 1954:

Nuestra forma de gobierno no rivaliza con las instituciones de otros. Nuestro gobierno no copia a los de nuestros vecinos, sino que por el contrario es un ejemplo para ellos. Es cierto que nuestra forma de gobierno es denominada democracia, ya que la administración se encuentra en las manos de muchos y no de unos pocos. Pero aunque existe igualdad de justicia para todos y en igual medida en sus disputas privadas, la excelencia también es reconocida; y cuando un ciudadano es distinguido de cualquier manera, él es preferido para el servicio público, no como un privilegio, sino como un premio por su mérito. Tampoco la pobreza es un obstáculo, ya que un hombre puede beneficiar a su país por más que su condición sea sumamente oscura.
La oración funeraria de Pericles fue publicada en la Historia de la Guerra del Peloponeso de Tucídides, de la cual existen varias traducciones.